# 24074 Thomasjohnson
24074 Thomasjohnson este un asteroid din centura principală de asteroizi.

## Descriere
24074 Thomasjohnson este un asteroid din centura principală de asteroizi. A fost descoperit pe 12 octombrie 1999 la Socorro, New Mexico, în cadrul proiectului LINEAR. Asteroidul prezintă o orbită caracterizată de o semiaxă mare de 2,27 ua, o excentricitate de 0,09 și o înclinație de 5,9° în raport cu ecliptica.